# Ситно (Замостський повіт)
Ситно (пол. Sitno, Ситно) — село в Польщі, у гміні Ситно Замойського повіту Люблінського воєводства. Населення — 1109 осіб (2011).

## Історія
За даними митрополита Іларіона (Огієнка), 1430 року вперше згадується православна церква в селі. Український історик Іван Крип'якевич датує першу згадку про церкву 1564 роком.
За даними етнографічної експедиції 1869—1870 років під керівництвом Павла Чубинського, у селі здебільшого проживали греко-католики, усе населення розмовляло українською мовою.
За німецької окупації 1939—1944 років у селі діяла українська школа.
У 1975—1998 роках село належало до Замойського воєводства.

## Населення
Демографічна структура станом на 31 березня 2011 року:
|          | Загалом | Допрацездатний вік | Працездатний вік | Постпрацездатний вік |
| -------- | ------- | ------------------ | ---------------- | -------------------- |
| Чоловіки | 549     | 102                | 399              | 48                   |
| Жінки    | 560     | 91                 | 352              | 117                  |
| Разом    | 1109    | 193                | 751              | 165                  |